# UNOGIL
Il Gruppo di Osservazione delle Nazioni Unite in Libano (UNOGIL dall'inglese United Nations Observation Group in Lebanon) fu una missione delle Nazioni Unite decisa con la risoluzione 128 del Consiglio di Sicurezza delle Nazioni Unite l'11 giugno 1958
Scopo della missione era di verificare che non vi fossero infiltrazioni illegali o traffici d'armi sul confine tra il Libano e la Siria.
La missione fu decisa dopo la cacciata da Beirut del presidente Camille Chamoun per evitare che la tensione nel paese si trasformasse in guerra civile.
La missione durò dal giugno 1958 al 9 dicembre 1958  con un contingente che è arrivato a un massimo d 591 militari a un minimo di 391 al momento del ritiro, il quartier generale era a Beirut.
Paesi contributori di personale militare:Afghanistan, Argentina, Birmania, Canada, Ceylon, Cile, Danimarca, Ecuador, Finlandia, India, Indonesia, Irlanda, Italia, Nepal, Paesi Bassi, Nuova Zelanda, Norvegia, Perù, Portogallo e Thailandia